# Gärdsken
Gärdsken (i vissa sammanhang Gerdsken) troligen av gärde är en liten insjö som ligger i anslutning till Alingsås tätort i Västergötland och ingår i Göta älvs huvudavrinningsområde. Sjön har en area på 0,547 kvadratkilometer och ligger 61,4 meter över havet. Sjön, som är avlång till formen, är cirka 1,27 kilometer lång och som mest cirka 300 meter bred. Djupet är ringa. Tillflöde sker i söder genom Forsån från Lilla Färgen och utflöde i norr genom Gärdska ström, även kallad Lillån, till Säveån. På sommaren är Gärdsken en populär badsjö, mycket lämplig för barnfamiljer. Under Potatisfestivalen, som arrangeras varje sommar i Alingsås, har vissa år tävlingsrodd med drakbåtar ägt rum på Gärdsken.

## Delavrinningsområde
Gärdsken ingår i delavrinningsområde (642725-130638) som SMHI kallar för Mynnar i Säveån. Medelhöjden är 103 meter över havet och ytan är 14,34 kvadratkilometer. Räknas de 3 avrinningsområdena uppströms in blir den ackumulerade arean 88,77 kvadratkilometer. Forsån som avvattnar avrinningsområdet har biflödesordning 3, vilket innebär att vattnet flödar genom totalt 3 vattendrag innan det når havet efter 60 kilometer. Avrinningsområdet består mestadels av skog (60 %). Avrinningsområdet har 0,94 kvadratkilometer vattenytor vilket ger det en sjöprocent på 6,6 %. Bebyggelsen i området täcker en yta av 3,63 kvadratkilometer eller 25 % av avrinningsområdet.

## Fiske
För att fiska i Gärdsken behövs inget fiskekort, och i sjön finns bland andra fiskar:
- Abborre
- Braxen
- Gädda
- Sutare